# Kouros d'Aristodikos
Le kouros d'Aristodikos est une statue grecque antique en marbre de l'époque archaïque, vers 510/500 av. J.-C., représentant un jeune homme (grec ancien κοῦρος / koũros, fr. kouros) nu, à vocation funéraire. Elle est conservée au musée national archéologique d'Athènes (n° 3938).

## Découverte
Le kouros d'Aristodikos fut trouvé pendant la Seconde Guerre mondiale par un paysan qui labourait son champ à Keratéa, dans la plaine de Mésogée, en Attique. Il est entré au musée national archéologique en 1944. Le visage du kouros porte encore les traces du soc de la charrue.

## Description

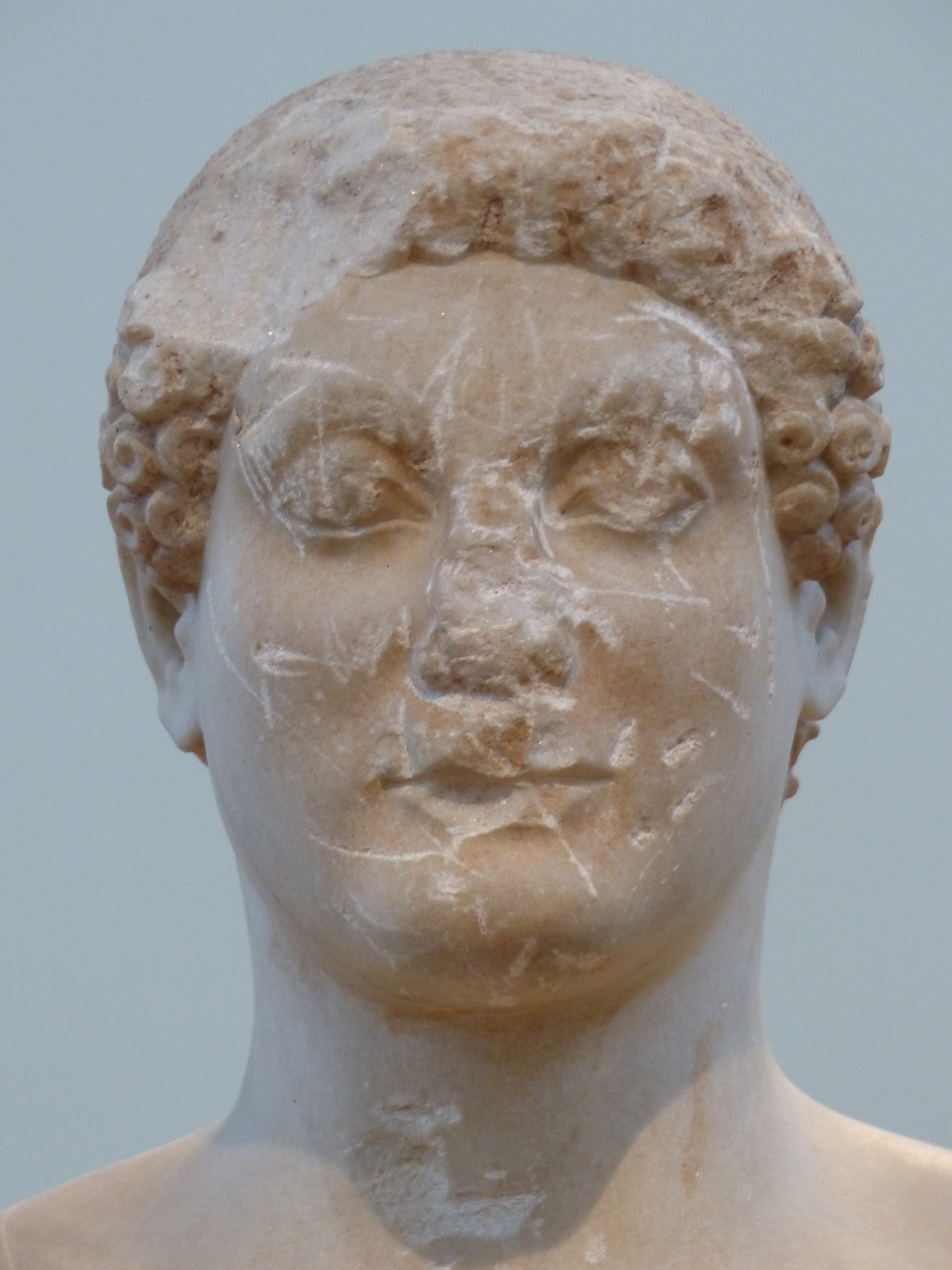
Tête du kouros d'Aristodikos

La statue, en marbre de Paros, haute de 1,96 m, était érigée sur la tombe d'un jeune aristocrate athénien, Aristodikos, dont le nom est gravé sur la base. Le monument funéraire fut probablement renversé par les Perses, lors de l'invasion de l'Attique, en -480. 
Le traitement des muscles, le mouvement des bras et la vigueur de l'exécution placent la statue à la fin de la série des kouroi, marquant la transition entre la sculpture archaïque et le premier style classique.